# Agrokor

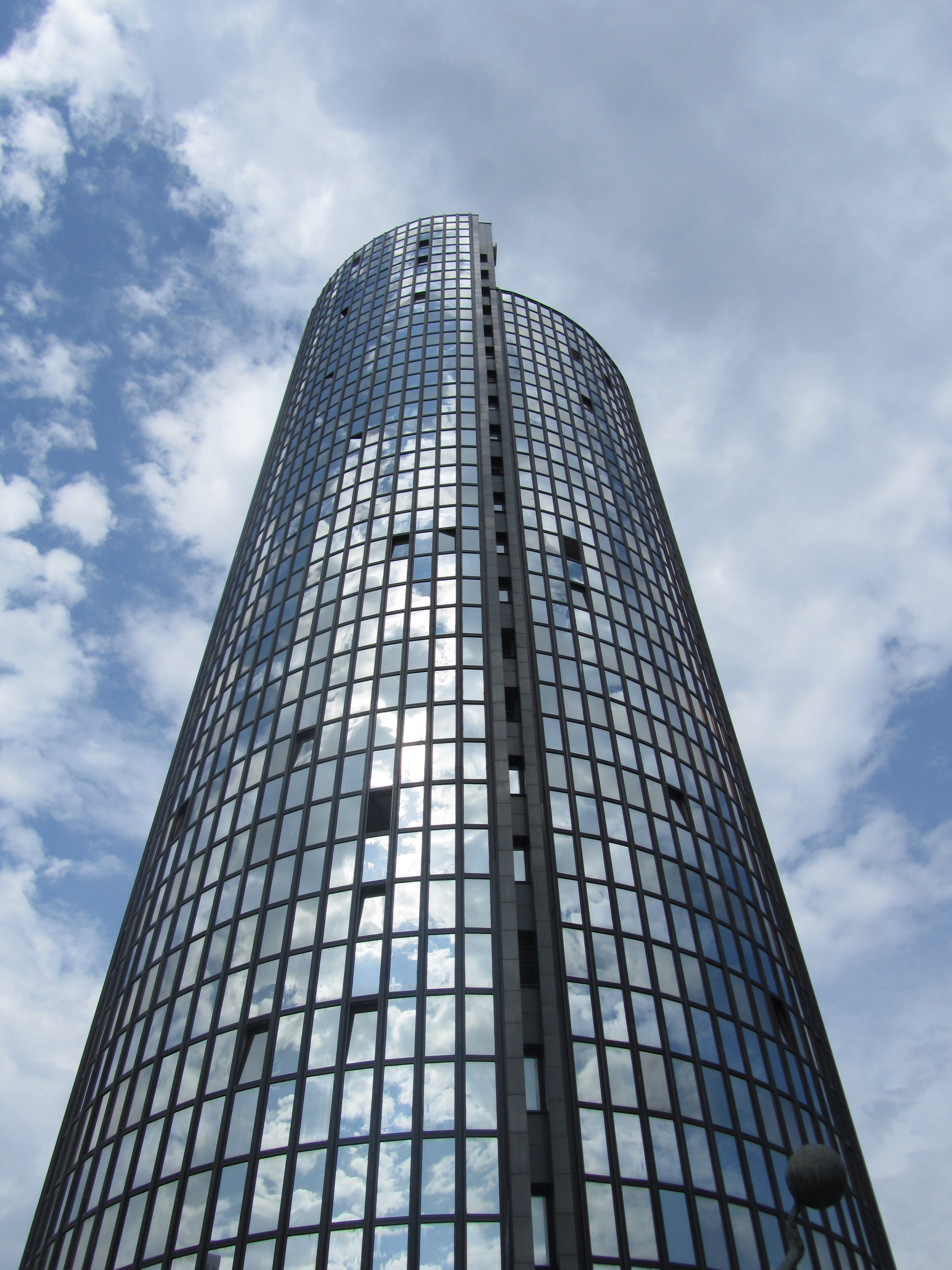
Башта Цибона, куди переїхав Agrokor 4 січня 2000 року, зайнявши майже всі поверхи хмарочоса до переїзду на нове місце 4 грудня 2017 року.

Agrokor (хор. [âɡrokoːr]) — конгломерат, зосереджений головним чином на агробізнесі, з центральним офісом у Загребі (Хорватія).
Заснований 1976 року як квіткарське підприємство, ставши 1989 року акціонерним товариством, 100 % акцій якого належали засновнику Івиці Тодоричу. В наступні 25 років воно значно розширило свою діяльність, придбавши низку великих фірм у Хорватії та Південно-Східній Європі. 2015 року річний дохід від продажів групи Agrokor становив 6,465 млрд євро, що зробило її другою за величиною роздрібною та одинадцятою за величиною загалом компанією в усій Південно-Східній Європі. Станом на 31 грудня 2017 року Agrokor працевлаштував близько 50 900 осіб.
До складу Agrokor, першочерговою діяльністю якого було виробництво та збут харчових продуктів і напоїв, а також роздрібна торгівля, серед іншого входив найбільший хорватський виробник мінеральної та джерельної води Jamnica, фірма з виробництва морозива Ledo, компанія з виробництва олії, маргарину та майонезу Zvijezda, найбільший хорватський виробник м'яса PIK Vrbovec, сільськогосподарсько-промислова компанія Belje, найбільший хорватський рітейлер Konzum і найбільша хорватська роздрібна мережа газетних кіосків Tisak.
Засновник і перший власник «Агрокору» Івиця Тодорич обіймав посаду генерального директора компанії до квітня 2017 року. Коли фінансові труднощі компанії стали непосильними, у березні 2017 року уряд Хорватії поспішно розробив і прийняв «Закон про процедуру надзвичайної адміністрації на підприємствах, які мають системну важливість для Республіки Хорватія», а на початку квітня 2017 року запобіг процедурі банкрутства та фактично взяв компанію під контроль завдяки зверненню до цього закону Тодорича. Господарський суд 10 квітня 2017 року призначив спеціального адміністратора, яким став Анте Рамляк. Однак Івиця Тодорич залишався номінальним власником Agrokor. Міністерство економіки, підприємництва та ремесел оприлюднило на своєму вебсайті написаний уповноваженим Рамляком щомісячний звіт про економічну і фінансову ситуацію та впровадження заходів надзвичайної адміністрації в «Агрокорі» за період з 10 квітня по 10 травня 2017 року, в якому зазначено, що «Агрокор» не мав бізнес-плану на 2017 рік і перебував у кризі управління. 17 жовтня 2017 року прокуратура Хорватії порушила кримінальне переслідування проти 13 членів колишнього правління та наглядових рад, у тому числі самого власника Івиці Тодорича, за підозрами у зловживанні владними повноваженнями в економічному бізнесі, підробці офіційних документів і порушенні зобов'язань із торгівлі та ведення бухгалтерського обліку. Повідомляється, що Івиця Тодорич проживав у Лондоні в очікуванні арешту та екстрадиції. 28 лютого 2018 року новим надзвичайним уповноваженим було призначено Фабріс Перушко. 4 липня 2018 року понад 80 % кредиторів Agrokor проголосували за План врегулювання. 1 квітня 2019 року досягнуто угоди з кредиторами про врегулювання, а господарські операції, активи та частина боргу відповідно до Плану врегулювання було передано новоствореній холдинговій компанії Fortenova Group. Agrokor d.d. продовжує існувати як юридична особа під Надзвичайною адміністрацією до виконання всіх правових заходів, визначених Планом врегулювання. Після завершення угоди найбільшим власником нової групи є російський Сбербанк з 39,2 % акцій нової компанії.